# 마포구 (1958년 선거구)
마포구는 대한민국의 옛 국회의원 선거구였다. 당시 서울특별시 마포구 지역을 관할했다.

## 역사
제4대 국회의원 선거를 앞두고 마포구 갑, 을 선거구가 통합되면서 신설되었다.
제9대 국회의원 선거를 앞두고 마포구 선거구가 용산구 선거구와 합쳐지며 마포구·용산구 선거구를 이루게 되면서 폐지되었다.

## 관할 구역
| 대수    | 관할 구역   |
| ------- | ----------- |
| 4대~8대 | 마포구 일원 |

## 역대 국회의원
| 선거   | 정당 | 정당   | 의원   |
| ------ | ---- | ------ | ------ |
| 1958년 |      | 민주당 | 김상돈 |
| 1960년 |      | 민주당 | 김상돈 |
| 1961년 |      | 민주당 | 신상초 |
| 1963년 |      | 민주당 | 박순천 |
| 1967년 |      | 신민당 | 김홍일 |
| 1971년 |      | 신민당 | 노승환 |

## 역대 선거 결과

### 대한민국 제4대 국회의원 선거
|  | 79.52% |

|  | 9.90% |

|  | 7.59% |

|  | 2.98% |

### 대한민국 제5대 국회의원 선거
|  | 77.66% |

|  | 5.91% |

|  | 5.10% |

|  | 3.96% |

|  | 3.82% |

|  | 3.51% |

### 1961년 대한민국 재보궐선거
김상돈 의원의 사임으로 인해 치러진 1961년 대한민국 재보궐선거에서 민주당 신상초 후보가 당선되었다.

### 대한민국 제6대 국회의원 선거
|  | 67.67% |

|  | 17.42% |

|  | 7.66% |

|  | 7.22% |

|  | 0% |

|  | 0% |

### 대한민국 제7대 국회의원 선거
|  | 43.79% |

|  | 26.88% |

|  | 21.73% |

|  | 5.83% |

|  | 0.92% |

|  | 0.81% |

|  | 0% |

### 대한민국 제8대 국회의원 선거
|  | 49.90% |

|  | 49.09% |

|  | 0.48% |

|  | 0.21% |

|  | 0.21% |

|  | 0.08% |